# 井筒雄三
井筒 雄三（いづつ ゆうぞう、1944年〈昭和19年〉12月12日 - 2017年〈平成29年〉12月1日）は、平成時代の実業家。日本電気硝子元社長、同元会長。

## 経歴
京都府出身。1967年（昭和42年）同志社大学経済学部卒業。日本電気硝子へ入社し、CRT事業本部長を経て、1996年（平成8年）取締役、2000年（平成12年）常務、2002年（平成14年）取締役・専務執行役員の後、2003年（平成15年）6月に社長へ就任した。2010年（平成22年）6月に会長へ、2015年（平成27年）3月に相談役へ就任した。2017年（平成29年）12月1日、癌のため死去した。
ほか、滋賀県立大学非常勤理事、ガラス産業連合会副会長を歴任した。社長在職中の2009年（平成21年）3月に日本電気硝子は、厚さ30マイクロメートルの当時世界最薄のガラスの試作に成功した。